# Мелиноя
Мелиноя (др.-греч. Μηλινόη) — хтоническая нимфа или богиня. Упоминается в орфических гимнах, датировка которых неизвестна. Считалась приносящей ночные кошмары и безумие. Её имя также присутствует на металлической табличке, ассоциируемой с Персефоной.

## Рождение
Дочь Персефоны. Отцы её при этом — и Зевс, и Аид.

## Атрибуты и функции
Описывается при помощи эпитета κροκόπεπλος (см. пеплос), который в греческой поэзии «зарезервирован» для лунных богинь. В гимнах так называют только Мелиною и Гекату.
Мелиноя имеет отношение к Гекате и Гермесу, что позволяет предполагать наличие у неё роли в посмертном путешествии душ, возможно, сравнимой с ролью Эвбулея в мистериях .
Согласно гимнам, Мелиноя пугает смертных кошмарами, представая перед ними в странных формах и может довести их до безумия. Цель гимна состоит в том, чтобы умилостивить её, показав, что её функции понимают, а также отвратить вред, который она может нанести.
Перевод Томаса Тейлора (1887) породил представление о Мелиное как наполовину белой и наполовину чёрной, что должно отражать природу обоих её отцов — небесного Зевса и инфернального Аида. Тем не менее, эти места гимнов сложны для перевода.

## В культуре
В видеоигре Hades II Мелиноя является протагонистом игры.